# 火災報知機
火災報知機（かさいほうちき）は、感知器によって火災を感知若しくは火災を発見した人間が発信機を操作することで警報を発したり、消防機関に通報する機器の総称である。自動火災報知設備や住宅用火災警報器、消防機関に通報する火災報知設備がこれに含まれる。なお、一般に火災報知器と表記されることがあるが、日本の消防法規および業界団体では火災報知機と表記している。

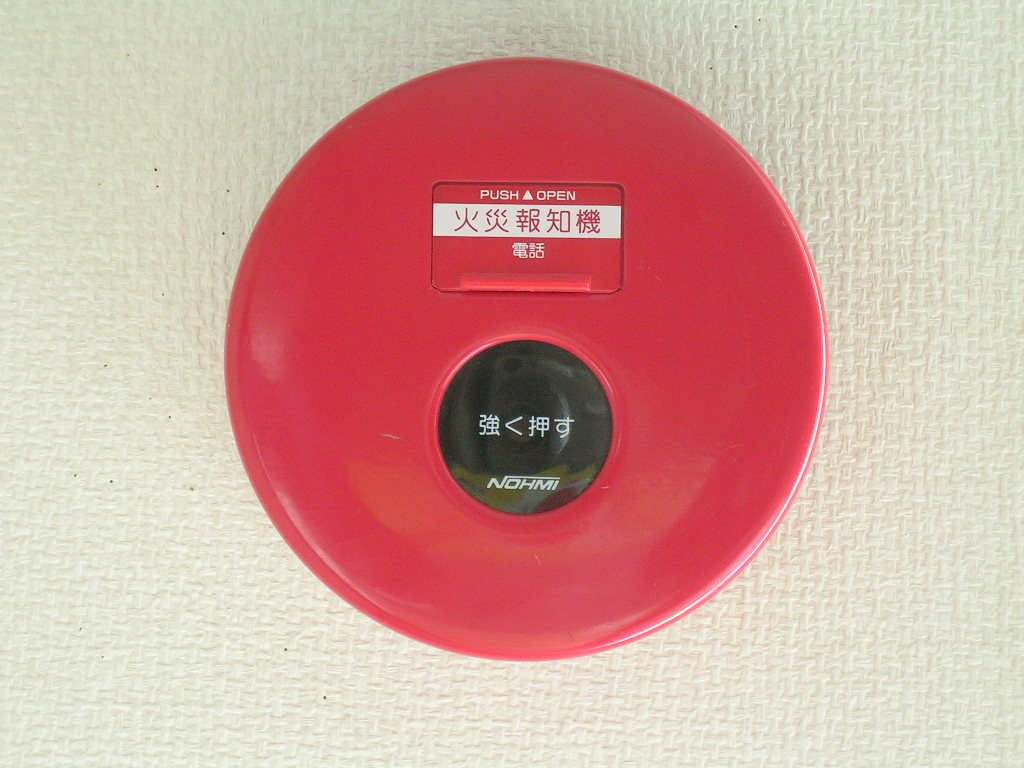
日本における自動火災報知設備の発信機

## 歴史
1847年、アメリカ合衆国ボストンで、サミュエル・モールスの有線電信機を改良した火災報知機が開発。1849年にはドイツのシーメンスが同じく有線電信機を利用した放置機の開発を行った。日本では、1891年に有線電信機を火災や犯罪の通報に使用することとなった。1914年には三好盛雄がMM式火災報知器を開発して特許を取得。1920年、東京日本橋に初めて誰もが使える公衆用火災報知機が設置された。

## 自動火災報知設備
感知器を用いて火災により発生する熱や煙、炎を感知して火災信号を受信機に送ることによって、建物の管理者に火災の発生場所を知らせるとともに地区音響装置（ベル）や非常放送設備による音声警報音を鳴動させて建物の在館者に報知することにより、避難と初期消火活動を促す設備である。
詳細は自動火災報知設備の項を参照。

## 非常警報設備
発信機やベル等の外観は自動火災報知設備とほとんど同じものが多いが、感知器を有せず、手動のみにてベル、ブザー、サイレン等を吹鳴する設備である。自動火災報知設備が設けられている場合、本設備の設置は免除される。
※本設備として定義されている放送設備については必ずしも免除されるものではない。

## 消防機関に通報する火災報知設備

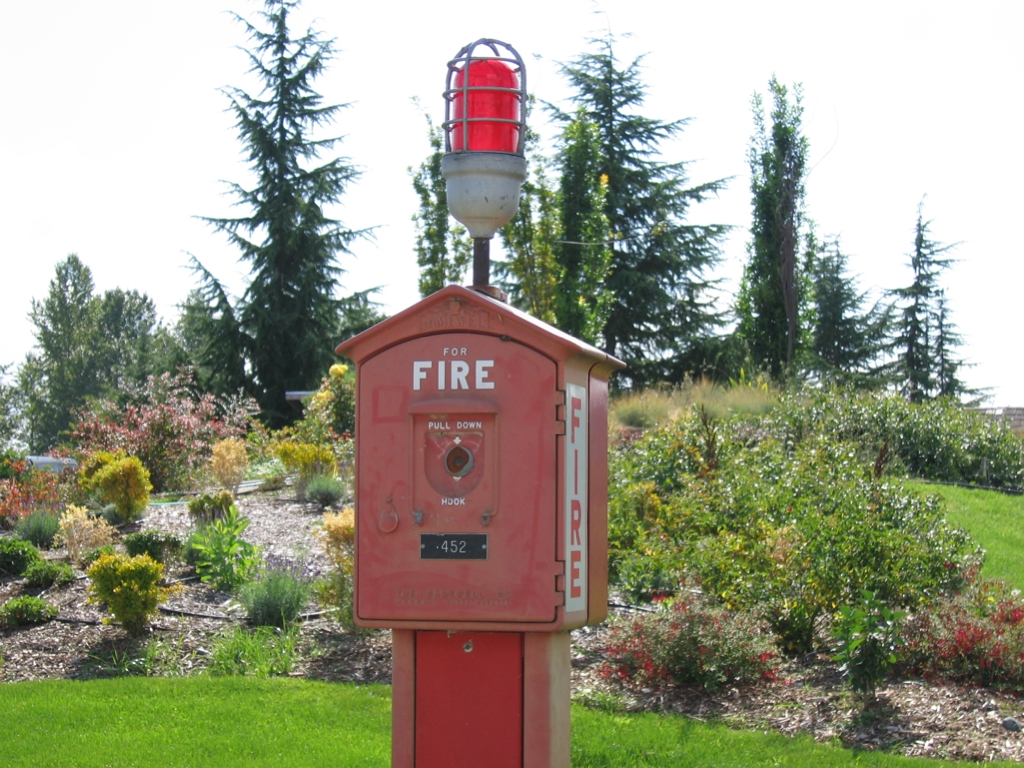
米国にて用いられたM型同等の発信機

街頭に発信機（M型発信機）を設け、火災の発生を押しボタンで押す事で消防機関（消防署）へ知らせる装置である。また、建物内に引き込む事もできたようである。ゼンマイ仕掛けで発信機固有のパルス信号を発する事で受信機を備えた消防機関ではその位置も把握できた。専用の通信回線の架設が必要であることや、消防機関は作動したこととその場所しか覚知できず、電話の普及やいたずらの多発などで、1974年までに廃止されたが、現在でも法規（消防関連法規や道路交通法など）上でのみ存在する。
また、本機の変形で、ひったくり事件、交通事故などが発生した場合、ボタンを押すだけで警察に自動通報を行ない周囲の状況をカメラで映像送信する設備「スーパー防犯灯」が近年登場している。

### 火災通報装置

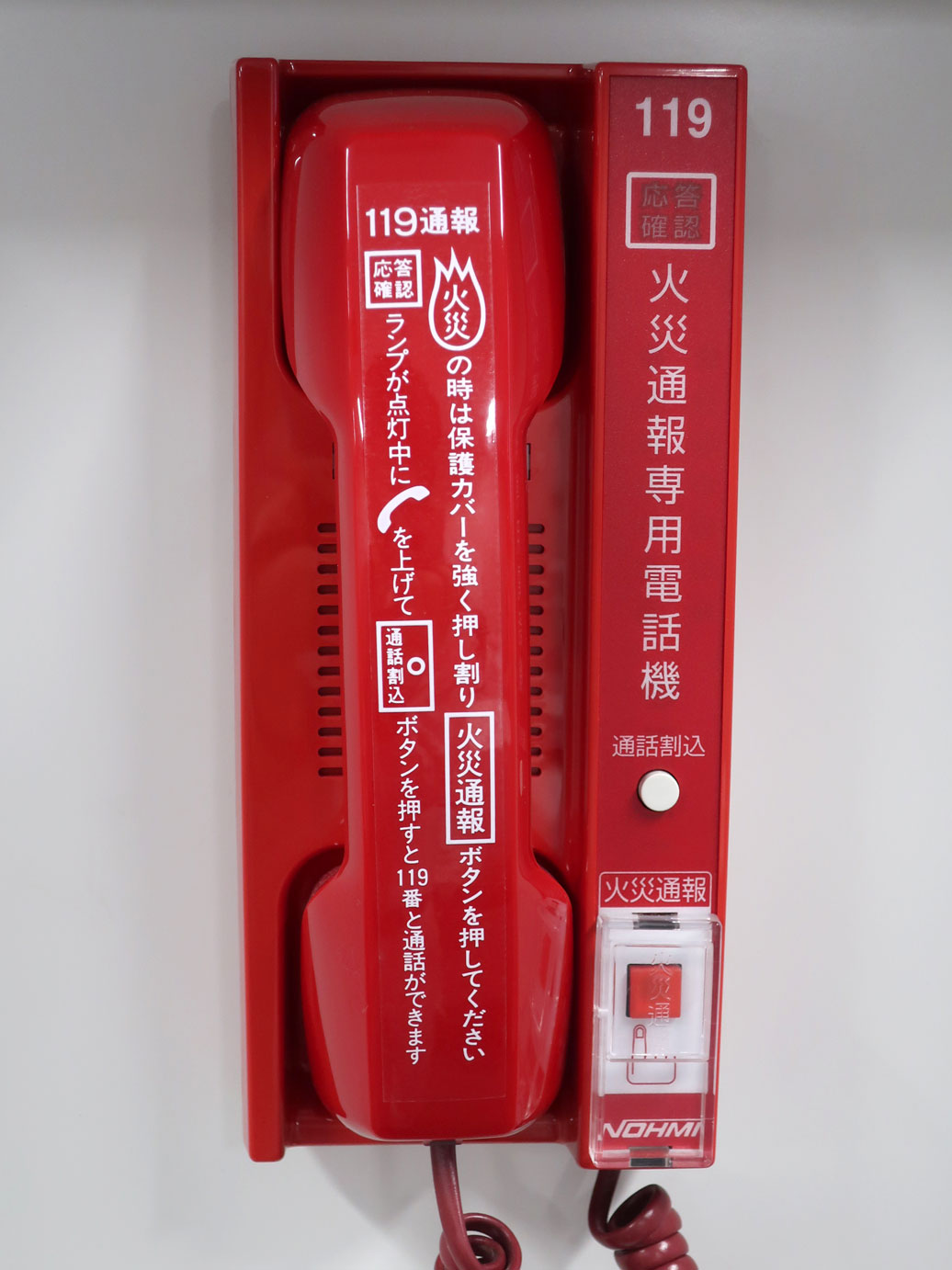
火災通報装置の子機

日本の法規上は火災報知設備のカテゴリではないが、関連深いので詳述する。
自動火災報知設備が作動しても、消防機関への通報が遅れ惨事を来すことが往々にしてある。そのため、 消防法施工規則第25条第2項第1号に基づき、自動的に火災通報を行う事のできる装置を設けることがある。旅館・ホテル等や病院・診療所、老人福祉施設等には設置義務がある。
火災通報装置は、火災通報装置本体と遠隔操作機（子機）によって構成され、防災センターや管理室に設置された押しボタンを操作するか、自動火災報知設備との連動によって自動的に消防署に火災通報を行う。起動すると自動的に119番に電話をかけ、装置に予め録音されたメッセージを送信する。メッセージの内容は、「こちらは○○県○○市○○町○-○-○、○○病院です。自動火災報知設備が作動しました。電話番号は○○-○○-○○です。逆信してください。」というもの。その後、所轄消防署からの逆信が入り、詳しい状況を聞かれるほか、逆信に応答がない場合は直ちに消防車が現地へ急行する。なお、手動起動した場合は、住所読み上げ後に「火事です。火事です。逆信してください。」とメッセージが流れる。
また、電話回線を使用しているので、消防機関は火災通報装置の設置された防災センター等を呼び出すこともできる。連動の場合自動火災報知設備が起動すると同時に消防機関へ通知されるため、何ら人手を介せず消防機関へ通報が可能である。
ただし、非火災報が多発する場合、火災でないのに消防隊の出動となることにも繋がるので、自動火災報知設備の保守には万全を期す必要がある。また、知らずに連動が絶たれることも想定される。本装置の設置をもって火災の通報の義務がなくなるわけではない。
本設備の変形が、金融機関の自動通報装置。強盗事件の際に、ボタン一つで録音音声により所在地など110番通報を行なう。

## 住宅用火災警報器

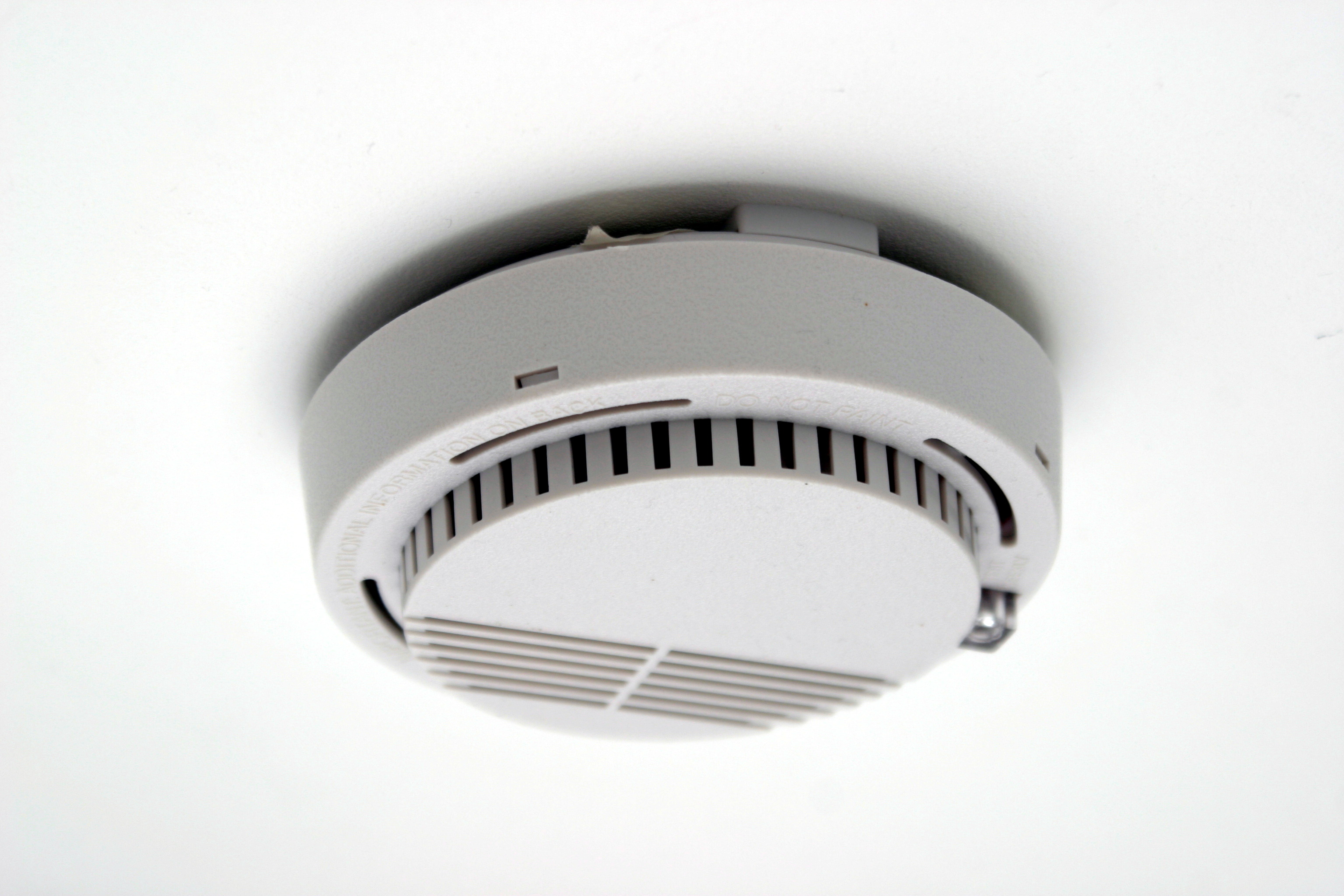
欧米にて一般的な住宅用火災警報器

特に住宅で就寝時に出火した場合にあっては避難が困難で、死者が多いことから義務化されるに至った。